# 노스웨스트 기마경찰

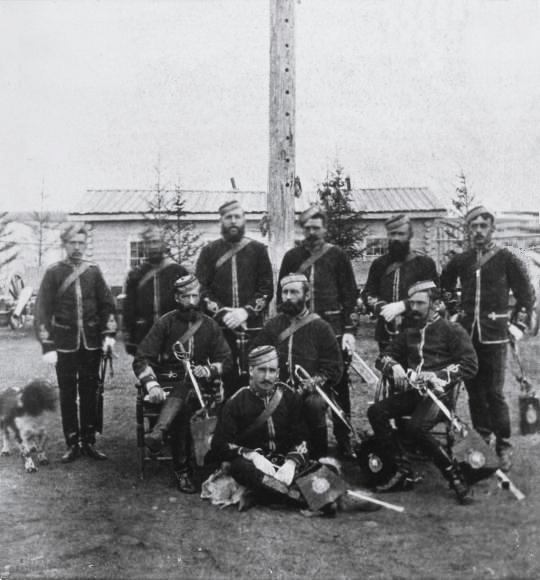
1878년 포트월쉬에 있는 노스웨스트 기마경찰. 제임스 매클로드가 가운데에 앉아있다.

노스웨스트 기마경찰 (NWMP)은 1870년 루퍼츠랜드와 노스웨스턴 준주가 허드슨 베이 회사로부터 캐나다로 이양된 후, 새로운 노스웨스트 준주(NWT)의 질서를 유지하고, 이후 이어진 레드 리버 반란과 사이프레스 힐스 대학살로 촉발된 무질서를 막고 미국의 군대 개입에 대한 두려움으로 1873년 창설된 캐나다의 준군사 경찰 조직이다. 노스웨스트 기마경찰은 아일랜드 왕립 경찰대와 유사하게 군사, 경찰, 사법의 기능이 결합되어 있었다. 미국과 퍼스트 네이션 간의 잠재적인 갈등을 줄이기 위해 소규모 기동 경찰대가 투입되었다. 노스웨스트 기마경찰의 제복은 의도적으로 영국과 캐나다의 군복을 연상시키는 붉은 코트가 포함되어 있었다.
노스웨스트 기마경찰은 그 목적을 넓은 노스웨스트 준주 지역에서 '평화 유지와 범죄 예방'으로 규정한 총리 존 알렉산더 맥도날드 내각 시기의 캐나다 정부에 의해 수립되었다. 맥도날드는 경찰 조직을 준군사조직으로 생각했고, "최고의 병력은 기마병으로서 훈련받은 소총수로, ... 경찰의 형식을 따르는 것이다."라고 적었다. 맥도날드가 가장 두려워했던 것은 사이프레스 힐스 학살과 같은 미국 무역가의 활동들이 퍼스트 네이션 주민들의 미국 무역가들 살해로 이어지는 것이었고, 이는 캐나다가 해당 지역의 법과 질서를 유지할 수 없다는 근거 아래 미국 시민들의 생명을 보호하기 위해 미군이 노스웨스트 준주에 배치되는 결과로 이어질 것이었다. 맥도날드의 가장 큰 공포는 미군이 노스웨스트 준주를 점령한 뒤 그곳을 떠나지 않는다면, 해당 지역은 미국에 병합된다는 것이었다.
1874년, 노스웨스트 기마경찰은 현재의 앨버타주 국경지대로 배치되었다. 그들의 잘 짜여지지 않고 몹시 힘들었던 1,400km의 여정은 서부로의 행진으로 알려지게 되었고, 인내심을 요구하는 서사적인 여행으로 묘사되었다. 이후 몇 년 동안, 노스웨스트 기마경찰은 광범위한 요새, 초소, 순찰망을 구축하고 캐나다 법을 지역 전역으로 확대했다. 대초원에서 노스웨스트 기마경찰의 생활환경은 검소하고 엄격했고 종종 불편했으며, 세기가 지나면서 서서히 개선되었다.
1896년까지 정부는 치안 책임을 각 주에 이양하고 궁극적으로 노스웨스트 기마경찰을 해산할 계획을 세웠다. 그럼에도 불구하고, 클론다이크에서 금광이 발견되면서, 노스웨스트 기마경찰은 이 지역에 대한 캐나다의 주권을 보호하고 탐험가의 유입을 관리하기 위해 재배치되었다. 노스웨스트 기마경찰 자원병들은 제2차 보어 전쟁에 참전하기 위해 파견되었고, 30년간 노스웨스트 및 유콘 준주를 감시한 공로를 인정받아 1904년 에드워드 7세는 북서부 기마경찰(RNWMP)에게 왕립이라는 칭호를 수여했다. 노스웨스트 왕립 기마경찰을 해산하려는 계획은 대중의 반대와 지역 정치인들에게 부딪혀 포기되었다. 많은 노스웨스트 왕립 기마경찰 대원이 제1차 세계 대전 동안 군대에 지원했고, 인원이 심각하게 부족해진 노스웨스트 기마경찰의 미래도 불확실해졌다. 그러나 전쟁이 끝나갈 무렵 볼셰비키의 음모에 대한 두려움이 커졌고 캐나다 당국은 이 위협을 조사하기 위해 노스웨스트 왕립 기마경찰에 임무를 부여했다. 위니펙 총파업 이후 캐나다 정부는 1920년 캐나다 연방경찰과 노스웨스트 왕립 기마경찰을 통합하여 왕립 캐나다 기마경찰을 창설한다.